# Werner Schmieder
Pour les articles homonymes, voir Schmieder.
Werner Schmieder, né le 11 novembre 1926 à Bannewitz est un homme politique est-allemand. Il est ministre des Finances de 1980 à 1981.

## Sources
- (de) Cet article est partiellement ou en totalité issu de l’article de Wikipédia en allemand intitulé « Werner Schmieder » (voir la liste des auteurs).